# Darnell Mee
LaFarrell Darnell Mee (Cleveland, 11 febbraio 1971) è un ex cestista statunitense naturalizzato australiano, professionista nella NBA, in Europa e in Australia.

## Carriera
È stato selezionato dai Golden State Warriors al secondo giro del Draft NBA 1993 (34ª scelta assoluta).
Con l'Australia ha disputato i Campionati oceaniani del 2007.